# Bryce Robins (japoński rugbysta)
Bryce Robins (ur. 19 września 1980 w New Plymouth) – rugbysta nowozelandzkiego pochodzenia grający w formacji ataku, reprezentant Japonii, uczestnik dwóch Pucharów Świata.
W latach 2000–2003 dla regionalnego zespołu Taranaki rozegrał 31 spotkań, a w latach 2002–2003 wybierany był także do franszyzy Hurricanes w rozgrywkach Super 12 będąc w trzech poprzedzających latach członkiem drużyny rezerw. Przeniósł się następnie do Japonii, gdzie związany był kolejno z Ricoh Black Rams, NEC Green Rockets, Honda Heat i Munakata Sanix Blues, a prócz trzech sezonów występy te miały miejsce w Top League. W przerwie pomiędzy japońskimi sezonami ligowymi wspomagał zespoły z Nowej Zelandii w lokalnych rozgrywkach.
W roku 2003 był członkiem zespołu New Zealand Māori, a w latach 2007–2011 był powoływany do japońskiej reprezentacji, z którą występował w Asian Five Nations, Pucharze Narodów Pacyfiku i dwukrotnie w Pucharze Świata. W 2007 zagrał w trzech meczach. Początkowo z uwagi na rehabilitację po urazie ramienia nie znalazł się w składzie cztery lata później, dołączył jednak do zespołu po kontuzji Yuty Imamury i wziął udział w meczu z Kanadą.
Jego ojciec, także Bryce, grał dla Taranaki i nowozelandzkiej reprezentacji.